# THE UNIVERSE
THE UNIVERSE（ザ・ユニバース）は、2006年10月2日より2008年3月31日までJ-WAVEで放送されていた音楽ラジオ番組。2007年10月1日からはJ-WAVEのインターネットラジオBrandnew Jでサイマル放送されていた。
2024年4月1日から、番組開始当初の体制で放送が再開された。

## 概要
音楽の専門家が独自の解釈、感性で選曲したSong Listに、シンプルなトークで構成される音楽番組で、J-WAVEが開局当時にコンセプトとして掲げていた「More Music Less Talk（トークよりも音楽を）」に近い傾向の内容となっている。
深夜から早朝にかけて放送されている点、各ナビゲーターの選曲で構成される点では、過去に放送していた番組『NIGHT STORIES』に近い傾向である。

## 放送時間
- 月曜日-木曜日 27:00 - 29:00（2006年10月 - 2006年12月）
- 月曜日-金曜日 27:00 - 29:00（2007年1月 - 2007年3月）
- 月曜日-木曜日 26:00 - 28:00（2007年4月 - 2008年3月）
- 月曜日-木曜日 27:00 - 29:00（2024年4月 - ）

## 担当ナビゲーター
|                         | 月曜日   | 火曜日      | 水曜日   | 木曜日         | 金曜日   |
| ----------------------- | -------- | ----------- | -------- | -------------- | -------- |
| 2006年10月 - 2006年12月 | 松尾潔   | 菊地成孔    | 大貫妙子 | YO-KING        | 未放送   |
| 2007年 1月 - 2007年 3月 | 松尾潔   | 菊地成孔    | 大貫妙子 | YO-KING        | 冨田恵一 |
| 2007年 4月 - 2007年 9月 | 松尾潔   | 菊地成孔    | 大貫妙子 | YO-KING        | 未放送   |
| 2007年10月 - 2008年 3月 | 松尾潔   | Crystal Kay | 大貫妙子 | YO-KING        | 未放送   |
| 2024年 4月 -            | 安藤裕子 | 大橋トリオ  | 大貫妙子 | 岸田繁(くるり) | 未放送   |

## 担当ナビゲーター毎の特色
- 松尾潔 （月曜日）
  - ブラックミュージックが中心に選曲される。
  - 山下達郎、鈴木雅之、大滝詠一らのゲスト出演歴がある。
- 菊地成孔 （火曜日）
  - 自身の作品をはじめ、ジャズおよび現代音楽を中心に選曲されている。番組最初の楽曲としてデューク・エリントンをかけるのが半ばルール化している。
  - 歌舞伎町ジャーナル
菊地が歌舞伎町在住であることから、しばしば歌舞伎町の近況についてのトークが繰り広げられる。ほぼコーナー化しており、このトークに対するリスナーの投稿も多い。
  - 録音放送であることを匂わせる（ほとんど暴露に近い）発言がたびたび行われる（「なぜか今は明るい感じで、『今起きてきたぞ』って感じなんですけどね」など）。
それに対してディレクターが必死にダメ出しする様子を菊地が実況するというのがお約束である。但し、たびたび生放送の回があり、特に2007年5月ごろは生放送ラッシュとなった。ただしそれ以後は再び収録に戻っている。
  - しばしば「菊地成孔と愉快な仲間たち」と称してゲストが登場した。ゲストはジャズミュージシャン仲間や共演アーティストである。また、文筆家である吉本ばなな、金原ひとみもゲスト出演した。
  - 2007年9月をもって終了となったが、これは菊地自身によると、同年10月の改編からインターネットのサイマル放送が開始されるにあたり選曲が大幅に制限されてしまい、存続できないと判断したため。（インターネットで音楽を流す際には基本的にレコ協で管理される楽曲である必要がある。菊地はインディーズ・ヒップホップや民族音楽などから積極的に選曲していたため、実に8割強がレコ協非加盟の楽曲であった。）
ただし、これらの諸事情は菊地によって面白可笑しく暴露されていたため、終了の真相であるかは定かではない。
- Crystal Kay （火曜日）
- 大貫妙子 （水曜日）
  - オープニングはバッハの「G線上のアリア」のアレンジバージョン。
  - 全体を通じて洋楽からの選曲がやや多いが、番組中ほどのCM明けに「メイド・イン・ジャパン」という邦楽のコーナーがある。自身の楽曲や、細野晴臣など関係の深いアーティストの楽曲を紹介することが多い。
  - 時事問題、環境問題について触れることが多い。
- YO-KING （木曜日）
  - YO-KING曰く「ロックンロール・レディオ・ショウ」であるが、ロックに限らず、YO-KING自身がその時々に関心のある曲を選曲する。
  - 稀に弾き語り演奏が行われる。
- 冨田恵一 （金曜日）
  - 生放送されることが多かったようである。
  - フュージョン系の曲がやや多く選曲される。
  - この金曜のみ、The Universe共通のジングルの後、出囃子の楽曲がかからずに冨田の挨拶で番組が始まる。
  - 「デモテープ道場（略してDTD）」なるコーナーがあり、投稿された音源について冨田がプロの視点からコメントを述べる。
  - 2007年3月をもって、わずか3ヶ月で終了となった。しかし冨田は最終回において2007年秋に再開することを予告しており、「デモテープ道場」の素材も引き続き募集中であるという。ただし、実際には再開されず番組自体が終了した。

## エピソード
番組開始当初は"The Universe"を「ザ・ユニバース」ではなく「ジ・ユニバース」と読むべきではないか、と一部ナビゲーターは語っていたが、後に、「ザ・ユニバース」に落ち着いている（なお Universeは文字上は母音を表しうる「u」で始まるが、発音上は子音で始まる語である）。

ただし、番組のジングルでは「ジ･ユニバース」に近い発音となっている。